# Филянский, Николай Григорьевич
Николай Григорьевич Филянский (укр. Мико́ла Григо́рович Філя́нський; 1873—1938) — украинский поэт, переводчик, прозаик, музеевед.

## Биография
Сын священника. Окончил геологическое отделение физико-математического факультета Московского университета (1899). Одновременно учился в художественной студии В. Серова и архитектурной мастерской профессора Шехтеля. В 1906—1917 годах работал на Урале геологом.
После Октябрьского переворота в 1918 г. вернулся на Украину. Заведовал агрошколой в с. Яреськи на Полтавщине, работал в лесничестве в с. Сорочинцы. Активно работал в музеях Украины: в Полтавском краеведческом музее (с 1924 года), в Социалистическом музее им. Артёма в Харькове (с 1926 г.); с 1931 был организатором и, до ареста, директором музея истории Днепростроя в Запорожье. В 1936—1937 годах принимал участие в оформлении экспозиций Центрального исторического музея в Киеве.
Несмотря на лояльность к Советской власти, 11 октября 1937 г. был арестован. Расстрелян 12 января 1938 года в Киеве.
По ходатайству вдовы реабилитирован посмертно 21 ноября 1959 г. Военной коллегией Верховного суда СССР «за отсутствием состава преступления».

## Творчество
Литературное творчество начал в Москве, тяготея к символизму. Печатался преимущественно в «Украинской хате». В 1904 году совершил путешествие по Украине и написал труд «Наследие Украины», изданный в Москве в 1905 г.
Стихи начал печатать с 1906 года в журналах и газетах «Родной край», «ЛНВ», «Сияние», «Луч» и др. Издал в Москве два сборника преимущественно мистически-религиозных стихов: «Лирика» (1906) и «Calendarium» (1911). Однако лучшие стихи показали бесспорный лирический талант автора, его стремление воссоздать духовный мир своего современника самобытным художественным языком.
В 1920-х гг. печатал стихотворения в журнале «Красный путь», издал сборник стихов, полных любви к родному краю «Целую землю» (1928), который отразил творческий рост Филянского как тонкого лирика, усиление в его творчестве патриотически-общественных мотивов. Как поэт в своей художественной палитре соединил достояние украинской классической поэзии с новейшими художественными поисками в области формы.
Автор книг путевых очерков археологически-исторического и экономического характера «От порогов до моря» (1928). Перевёл либретто оперы «Пиковая дама», стихи Григория Сковороды на современный язык и т. д.